# ليوبولدو تريست
ليوبولدو تريست (بالإيطالية: Leopoldo Trieste)‏ هو كاتب وكاتب سيناريو ومخرج وممثل إيطالي، ولد في 3 مايو 1917 في إيطاليا، وتوفي في 25 يناير 2003 بروما في إيطاليا بسبب نوبة قلبية.

## أعمال

### أفلام
- (1961) الطلاق على الطريقة الإيطالية
- (1974)  الجزء الثاني[5][6][7]
- (1979) كاليغولا
- (1988) سينما باراديزو الجديدة

## وصلات خارجية
- ليوبولدو تريست على موقع IMDb (الإنجليزية)
- ليوبولدو تريست على موقع ألو سيني (الفرنسية)
- ليوبولدو تريست على موقع أول موفي (الإنجليزية)
- ليوبولدو تريست على موقع قاعدة بيانات الأفلام السويدية (السويدية)
- ليوبولدو تريست على موقع ديسكوغز (الإنجليزية)
- ليوبولدو تريست على موقع قاعدة بيانات الفيلم (الإنجليزية)
- ليوبولدو تريست على موقع كينوبويسك (الروسية)